# Staryje Pieriesudy
Staryje Pieriesudy (ros. Старые Пересуды) – wieś (ros. деревня, trb. dieriewnia) w zachodniej Rosji, w osiedlu wiejskim Titowszczinskoje rejonu diemidowskiego w obwodzie smoleńskim.

## Geografia
Miejscowość położona jest przy drodze regionalnej 66N-0505 (Diemidow – Chołm), 15 km od centrum administracyjnego osiedla wiejskiego (Titowszczina), 14,5 km od centrum administracyjnego rejonu (Diemidow), 51,5 km od stolicy obwodu (Smoleńsk), 44,5 km od granicy z Białorusią.
W granicach miejscowości znajduje się ulica Centralnaja (7 posesji).

## Demografia
W 2010 r. miejscowość zamieszkiwały 2 osoby.

## Historia
W czasie II wojny światowej od lipca 1941 roku wieś była okupowana przez hitlerowców. Wyzwolenie nastąpiło we wrześniu 1943 roku.
Na mocy uchwały z dnia 28 maja 2015 roku wszystkie miejscowości (w tym Staryje Pieriesudy) zlikwidowanej jednostki administracyjnej Pieriesudowskoje weszły w skład osiedla wiejskiego Titowszczinskoje.